# Palabras encadenadas
Palabras encadenadas es un juego de vocabulario y de memoria rápida.

## Reglas del juego
- Se establece un turno de juego, tras el último le vuelve a tocar al primero.
- El primer jugador dice una palabra cualquiera, y el siguiente jugador debe decir una palabra que termine con la última sílaba de la palabra y rimen. Existen múltiples modalidades, como que el siguiente jugador diga una palabra que comience con las dos últimas letras de la palabra anterior.
- La idea es no repetir las palabras ya dichas.
- La primera palabra no puede ser veloz.

Ejemplo: Si el primer jugador dice "casa", el siguiente debe decir una palabra que termine con "sa", por ejemplo "masa" y así sucesivamente. No se permite el uso de palabras cuya última sílaba, resulte imposible para el otro a la hora de formar una nueva palabra.
- No se permiten verbos conjugados (en infinitivo sí) o nombres propios, dado que el juego sería muy sencillo de esa forma.
- No se permite el uso de palabras de otros idiomas puesto que así el juego sería más complejo, el jugador que empiece dirá una palabra en un idioma y el resto ha de continuar en dicho idioma.
- No se permite el uso de gentilicios.

- No se permite separar sílabas al decir la siguiente palabra.